# Шмурыгина, Татьяна Никитична
Татьяна Никитична Шмурыгина (Донская) (1920—2014) — свинарка свиноводческого совхоза имени М. Горького (Кавказский район Краснодарского края), Герой Социалистического Труда (1951).

## Биография
Родилась 5 апреля 1920 года в Ольховатском районе Воронежской области.
В конце 1920-х годов переехала с семьёй в посёлок имени Максима Горького Кропоткинского района Северо-Кавказского края (в настоящее время − Кавказский район Краснодарского края).
В годы войны и после неё работала свинаркой свиноводческого совхоза имени М. Горького Кропоткинского (с 1944 года — Кавказского) района Краснодарского края.
За высокие трудовые достижения в 1949 году награждена орденом Ленина.
В течение 1950 года вырастила от 10 свиноматок по 25 поросят при среднем живом весе поросёнка в двухмесячном возрасте 15,1 килограмма.
Указом Президиума Верховного Совета СССР от 17 мая 1951 года за достижение высоких показателей в животноводстве в 1950 году при выполнении совхозом плана сдачи государству сельскохозяйственных продуктов и за выполнение годового плана прироста поголовья по каждому виду продуктивного скота и птицы Донской Татьяне Никитичне присвоено звание Героя Социалистического Труда с вручением ордена Ленина и золотой медали «Серп и Молот».
Работала в совхозе до выхода на пенсию.
В 2011 году после смерти одной из дочерей переехала к другой дочери в город Гулькевичи Гулькевичского района Краснодарского края.
Умерла 23 февраля 2014 года. Похоронена на Новом кладбище в посёлке имени М. Горького.

## Награды
- Герой Социалистического Труда (1951)
- 2 ордена Ленина (1949, 1951)
- медали